# Théodore Simon

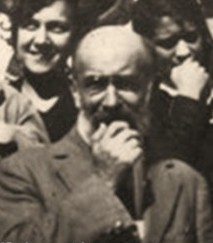
Théodore Simon, 1928

Théodore Simon (* 10. Juli 1873 in Dijon, Burgund; † 4. September 1961 in Paris) war ein französischer Psychologe. Er arbeitete zusammen mit Alfred Binet und entwickelte mit diesem den Binet-Simon-Test (1905), den ersten Intelligenztest.

## Leben
Théodore Simon wurde am 10. Juli 1873 in Dijon geboren. Er studierte Medizin und arbeitete 1899 in einem Heim in Perray-Vaucluse, in dem später auch Binet eingestellt wurde. Simon war begeistert von dessen Arbeiten, die 1900 seine Doktorarbeit beeinflussten und schließlich zur Zusammenarbeit der beiden führten.
Im Auftrag des französischen Bildungsministers entwickelten die beiden die erste Skala zur Messung von Intelligenz (für Kinder zwischen 3 und 15 Jahren). In ihre Metrica Scale of Intelligence nahmen sie 1905 auch Wortschatzfragen auf.
Von 1905 bis 1920 arbeitete er als Chefpsychiater im Saint Yon-Spital; kehrte 1920 als Direktor nach Perray-Vaucluse zurück, wo er 1936 pensioniert wurde. Die Herausgabe des 1912 begonnenen Bulletin führte er bis 1960 weiter. Er starb 1961 in Paris.

## Schriften (Auswahl)
- mit Alfred Binet: Les enfants anormaux. 1907.
- L’aliéné, l’asile, l’infirmier. 1911.